# Cordes-Tolosannes
Cordes-Tolosannes – miejscowość i gmina we Francji, w regionie Oksytania, w departamencie Tarn i Garonna.
Według danych na rok 1990 gminę zamieszkiwało 249 osób, a gęstość zaludnienia wynosiła 16 osób/km² (wśród 3020 gmin regionu Midi-Pireneje Cordes-Tolosannes plasuje się na 814. miejscu pod względem liczby ludności, natomiast pod względem powierzchni na miejscu 740.).